# Crenosciadium
Crenosciadium es un género monotípico  perteneciente a la familia  Apiaceae. Su única especie: Crenosciadium siifolium, es originaria de Turquía.

## Taxonomía
Crenosciadium siifolium fue descrita por Boiss. & Heldr. y publicado en Diagnoses Plantarum Orientalium Novarum, ser. 1, 2(10): 30. 1849.
Sinonimia
- Peucedanum siifolium (Boiss. & Heldr.) M.Hiroe